# عملية الجامعة العبرية

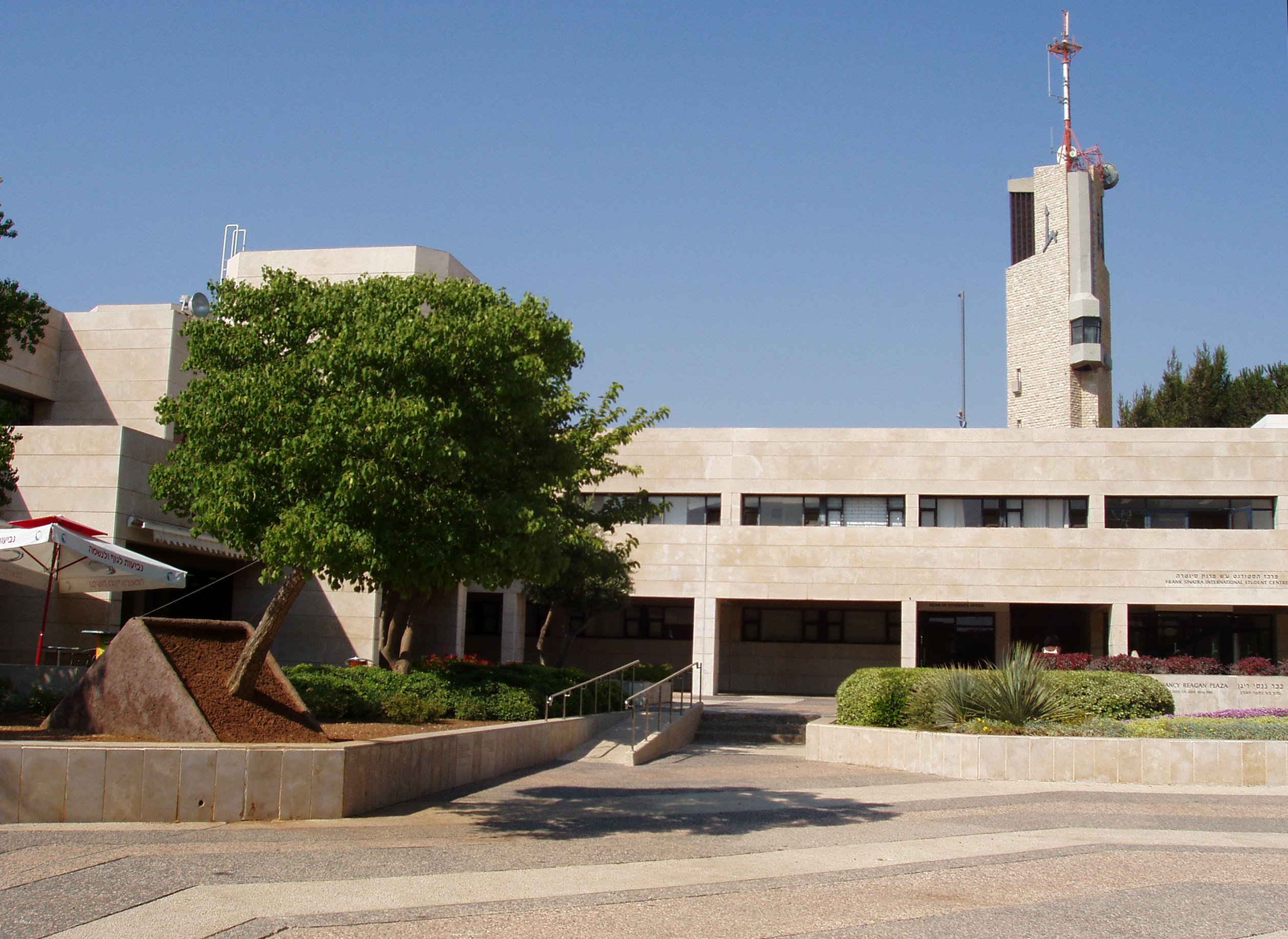
حرم الجامعة العبرية في القدس، 2006

عملية الجامعة العبرية هي عملية تفجيرية وقعت يوم الأربعاء الموافق 31 تموز 2002م استهدفت إسرائيليين في الجامعة العبرية الموجودة في مدينة القدس نفذتها كتائب القسام جناح حماس العسكري.

## الخلفية
في 22\7\2002 اغتال جيش الاحتلال الإسرائيلي قائد لكتائب القسام صلاح شحادة في قطاع غزة، بقصف عمارة سكنية بطائرات أف-16 كان موجودا فيها، مما أدى إلى مقتله و 18 مدني فلسطيني من سكان البناية.

## العملية
زرع مقاتل من كتائب القسام (محمد اسحق عودة) يعمل دهانا في الجامعة عبوة ناسفة في مقصف كلية الحقوق في الجامعة العبرية ربط صاعق تشغيلها بهاتف متنقل، حيث وضع، وفجرها عن بعد من خارج الجامعة بالاتصال برقم الهاتف المربوط بها، مما أدى إلى مقتل 9 إسرائيليين وجرح 100.

## ردود الفعل

### الاحتفال
في وقت لاحق من ذلك اليوم، خرج المئات من أنصار حماس إلى شوارع غزة ابتهاجاً بالعملية وتوعدوا بالمزيد، وعلق القيادي في حركة حماس إسماعيل هنية الذي أصبح لاحقاً رئيس وزراء قطاع غزة: «إذا كانوا يريدون مهاجمة أطفالنا، إذن عليهم أن يستعدوا لشرب نفس السم.»

### الإدانات
الأطراف المعنية
 إسرائيل:
- وصفت الحكومة العملية «عمل رهيب وحقير لدرجة أنه يستعصي على الكلمات»، وذكرت أن اللوم يقع في نهاية المطاف على عاتق رئيس السلطة الفلسطينية ياسر عرفات.[2]

 السلطة الوطنية الفلسطينية:
- صرحت السلطة الوطنية الفلسطينية أنها «تدين العملية بشدة»، لكنها ألقت باللائمة على رئيس الوزراء الإسرائيلي أرييل شارون، لاستمراره في سياسة «التدمير والقتل والعقاب الجماعي».[3]